# ノイエンタール
ノイエンタール (ドイツ語: Neuental) は、ドイツ連邦共和国ヘッセン州シュヴァルム＝エーダー郡に属す町村（以下、本項では便宜上「町」と記述する）である。

## 地理
ノイエンタールの町域は、ケラーヴァルトの東、シュヴァルム川、ギルザ川、メルレバッハ川の谷に位置する。北から北東にかけてのボルケン (ヘッセン)と南のシュヴァルムシュタットとの間にあたる。町域の一番北、レーマースベルク地区の近郊にあるアルテンブルク山（海抜 433 m）がノイエンタールの最高地点である。

### 隣接する市町村
ノイエンタールは、北はバート・ツヴェステン、東はボルケン (ヘッセン)、南はフリーレンドルフとシュヴァルムシュタット、西はイェスベルクと境を接する（いずれもシュヴァルム＝エーダー郡）。

### 自治体の構成
この町は、ビシュハウゼン、ドールハイム、ギルザ、ノイエンハイン、レーマースベルク、シュリーアバッハ、ヴァルタースブリュック、ツィンマースローデ（行政庁舎所在地）の各地区から成る。

## 歴史
ノイエンタールの町は、ヘッセン州の自治体再編に伴って、1971年12月31日にそれまで独立した町村であったビシュハウゼン（文献上の初出は1160年）、ドールハイム（同 1205年）、ギルザ（同 1209年）、ノイエンハイン（同 1149年）、シュリーアバッハ（同 1193年）、ヴァルタースブリュック（同 1230年）、ツィンマースローデ（同 1209年）が合併して成立した。1974年1月1日に、これにレーマースベルク（同 1231年）が 8 番目の地区として加わった。

## 行政

### 議会
ノイエンタールの議会は、23議席からなる。

### 首長
町長のカイ・クネッパーは2005年9月25日に 64.2 % の票を得て選出された。2011年8月14日の選挙でクネッパーは 82.3 % の票を獲得して再選された。この選挙の投票率は 63.2 % であった。2017年9月24日の選挙でフィリップ・ロットヴィルム (SPD) が新たな町長に選出され、2018年1月1日に就任した。

## 文化と見所
人気のハイキングの目的地が、北に隣接するボルケンやバート・ツヴェステンとの町境、レーマースベルク地区近郊に位置するアルテンベルク山（海抜 433 m）である。ここには、展望台と、ケルト時代の環状城壁アルテンブルクの遺構がある。
町の東、ノイエンハイン地区の近くにノイエンハイナー湖がある。この湖は、ボルケンの褐炭の露天掘り跡に造られた、キャンプ場のある水浴地である。

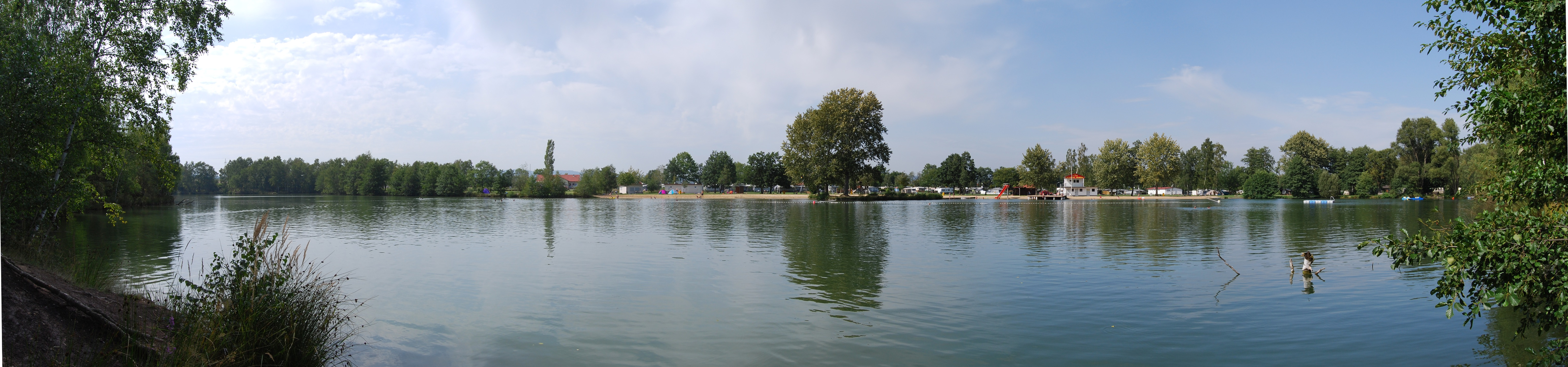
ノイエンハイナー湖

### スポーツ
ノイエンタールの重要なスポーツクラブが、SGギルザ/イェスベルク/ヴァルタースブリュックと TuSツィンマースローデである。ノイエンハイナー湖では2008年から毎年 Celticman トライアスロンが行われる。

## 経済と社会資本

### 交通
ノイエンタールはマイン＝ヴェーザー鉄道に面している。ツィンマースローデとシュリーアバッハには、レギオトラム・カッセル - トライザ線の停車駅がある。
ビシュハウゼンとヴァルタースブリュックとの間に位置するアウトバーンのノイエンタール・インターチェンジは、今のところ A49号カッセル - ボルケン - ノイエンタール線の終点である。この町の東（ノイエンハイン地区から約 4 km）を連邦道 B254号ホムベルク - フルダ線が、町の西（ギルザ地区から約 3 km）を連邦道 B3号カッセル - マールブルクが通っている。

## 引用
1. ↑  Hessisches Statistisches Landesamt: Bevölkerung in Hessen am 31.12.2023 (Landkreise, kreisfreie Städte und Gemeinden, Einwohnerzahlen auf Grundlage des Zensus 2011)]
2. ↑  2011年町長選挙結果 (statistik.hessen.de)、2012年1月12日 閲覧
3. ↑  “Bürgermeisterwahl Gemeinde Neuental am 20.09.2017”. 2022年3月4日閲覧。